# Mrówka łąkowa
Mrówka łąkowa, mrówka czarniawka (Formica pratensis) – gatunek mrówki z podrodziny Formicinae.
W Polsce gatunek ten objęty jest częściową ochroną gatunkową.

## Występowanie
Gatunek południowopalearktyczny. Zamieszkuje głównie suche środowiska Europy i Azji takie jak stepy, łąki i pastwiska. Podgatunek Formica cordieri nie występuje w Polsce. Gniazdo stosunkowo płaskie niekiedy z małym kopcem zbudowanym z traw. Mrówki oddalają się od gniazda do 100 m.

## Opis

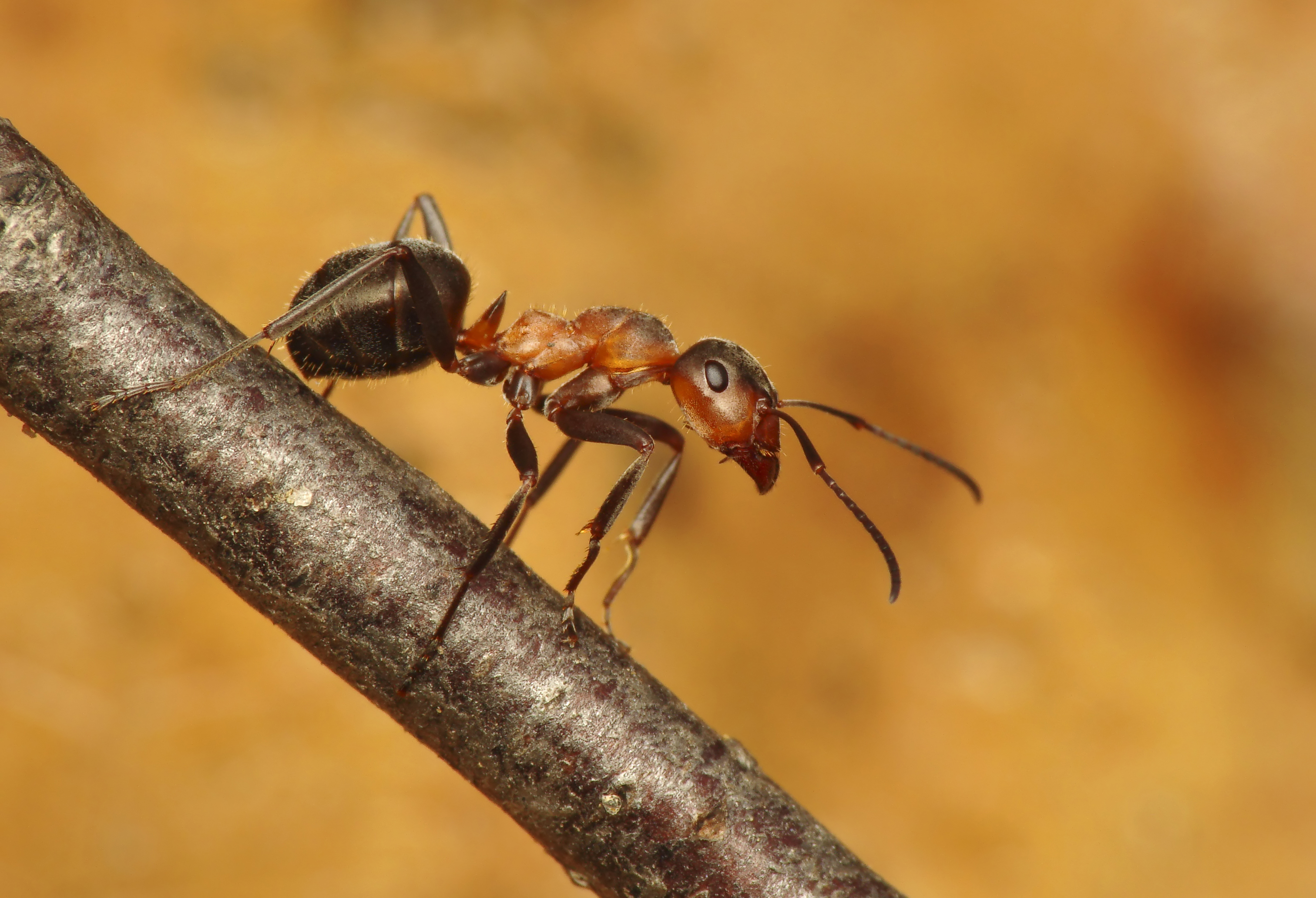
Robotnica

Robotnice tego gatunku nieco mniejsze niż u mrówki rudnicy o wielkości od 4,5 do 9,5 mm w zależności od kasty. Królowa wielkości od 9,5 do 11,5 mm. Cechą charakterystyczną jest silne owłosienie brzegu i spodniej części głowy, szczecinki dookoła oczu oraz silne owłosiony ciemny tułów i pierwsze segmenty odwłoka. Środkowa część ciała brunatnoceglasta podobnie jak u pierwomrówki krasnolicej. 

## Biologia i ekologia
Loty godowe pod koniec maja i w czerwcu, czasem jeszcze w lipcu.
Zakładają gniazda w sposób samodzielny, przez przejęcie gniazda mrówek z gatunku pierwomrówki łagodnej (Formica fusca) lub pierwomrówki podziemnej (Formica cunicularia). Możliwe jest też założenie gniazda z udziałem mrówek własnego gatunku przez przyjęcie młodej królowej do gniazda satelitarnego dużej kolonii.